# Platja de l'Almadrava (Benicàssim)
La platja de l'Almadrava de Benicàssim és una platja de què ha sigut regenerada amb arena natural al mateix municipi de la Plana Alta (País Valencià).
El nom de platja fa referència a l'aparell de pesca (l'almadrava) de la tonyina que antigament allotjava aquesta platja, com altres de la costa mediterrània i que també conserven aquest nom.
La platja de l'Almadrava és la prolongació cap al sud de la platja de Voramar i continua més al sud amb la platja de la Torre de Sant Vicent. Estan separades entre si per uns espigons que impedeixen l'onatge. Amb unes dimensions de 600 m de longitud i uns 60 d'amplària mitjana.
Compta amb un passeig marítim que recorre les diferents platges del front marítim benicassut. Se situa en un entorn fortament urbanitzat i disposa d'accés per carrer.
Aquesta platja compta amb el distintiu de la Bandera Blava.

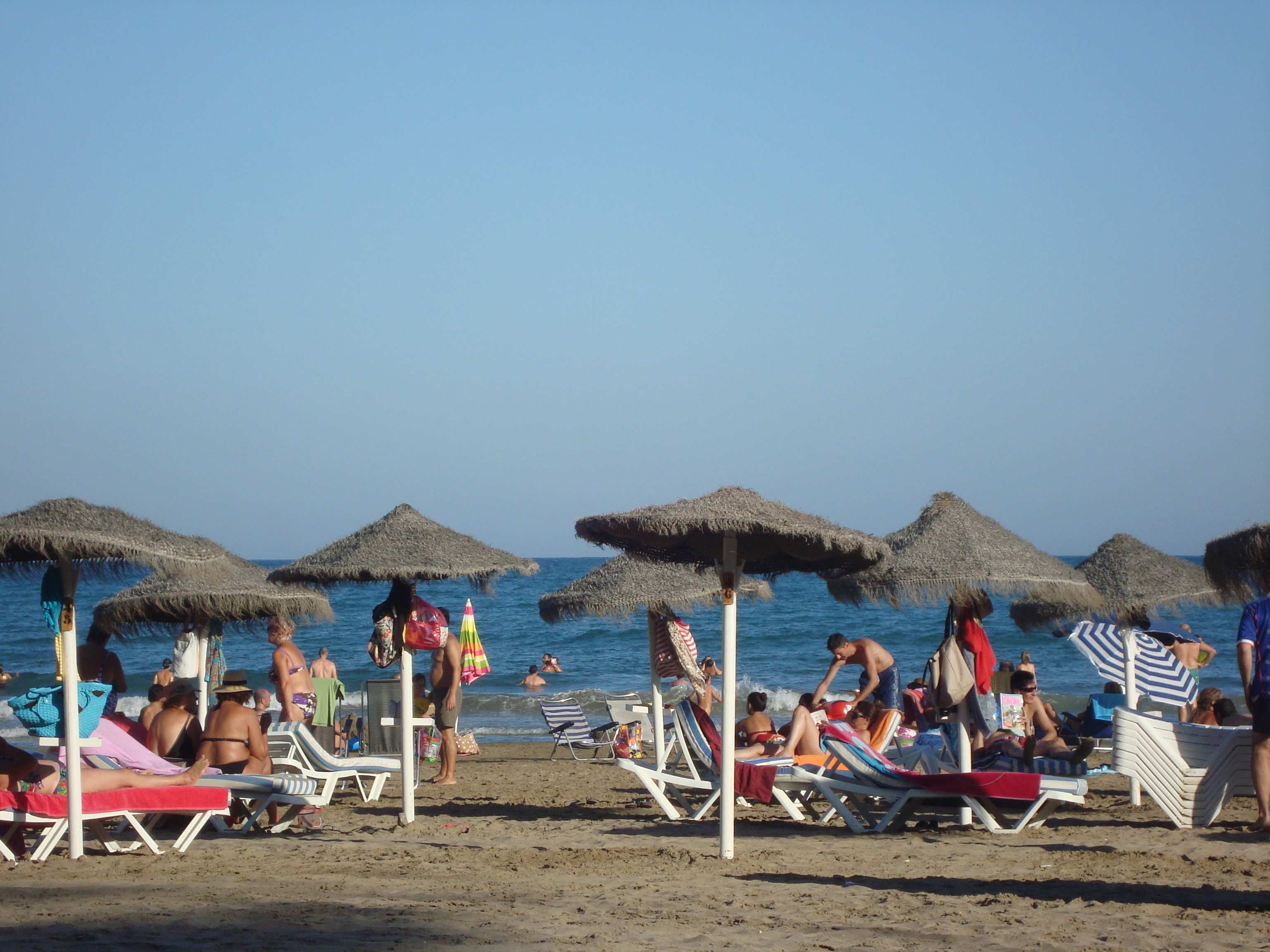
Platja de l'Almadrava